# Рыпин
Рыпин (пол. Rypin) — город в Польше, входит в Куявско-Поморское воеводство, Рыпинский повят. Имеет статус городской гмины. Занимает площадь 10,96 км². Население — 16,558 человек (на 2004 год).

## Известные уроженцы
- Фостин II — король гаитянского острова Гонав в 1925—1929 годах. Сержант морской пехоты США.